# Tamryn van Selm
Tamryn van Selm (27 de enero de 2004) es una deportista británica que compite en natación. Ganó una medalla de oro en el Campeonato Europeo de Natación de 2021, en la prueba de 4 × 200 m libre.

## Palmarés internacional
| Campeonato Europeo | Campeonato Europeo  | Campeonato Europeo | Campeonato Europeo |
| Año                | Lugar               | Medalla            | Prueba             |
| ------------------ | ------------------- | ------------------ | ------------------ |
| 2021               | Budapest ( Hungría) | Medalla de oro     | 4 × 200 m libre    |